# Adelaide Bernardini
Adelaide Capuana Bernardini, conocida por el seudónimo de Chimera (Narni, 21 de mayo de 1872 - Mineo 2 de noviembre de 1944){{Bio}}

## Biografía
Nació en Umbría, en Narni, hija de Filomena Tei y Napolione Bernardini, pero pasó la mayor parte de su vida en Catania.
Comenzó a escribir poemas y cuentos a muy temprana edad, a los veinte años obtuvo su título de maestra de escuela primaria y dejó Italia para seguir a un oficial del ejército entre Esmirna y Constantinopla. En 1895 ambos se establecieron en Roma: aquí Adelaida, tras ser abandonada por el hombre, intentó quitarse la vida en una habitación del Albergo Cavour ingiriendo opio. Sobrevive, la noticia causa sensación y la prensa nacional recoge sus líneas de despedida:

Chi dice vile il suicida insulta il martire tra i martiri. Mando i miei ultimi palpiti, i miei ultimi baci a chi mi spinge nel baratro dell'oblio

El conocido escritor Luigi Capuana se encontraba en Roma en esa época y leyó esta carta en un periódico: impresionado por la historia y las palabras de la joven, inició una relación epistolar con ella, firmando como Renato, posteriormente le propuso que trabajara como copista, secretaria y custodio de su biblioteca. Este trabajo permitió a la joven autora dedicarse más asiduamente a la escritura, además Capuana la introdujo en el mundo literario con el que estaba en contacto en Roma y promocionó sus obras. A partir de este momento, de hecho, las publicaciones se hicieron cada vez más regulares: fueron muchas las colaboraciones con revistas de diversa naturaleza, desde periódicos nacionales como «Il Fanfulla della domenica» y «Secolo XX» a los de ámbito regional como «L'Ora» y «Sicilia», desde revistas literarias como «Poesia» y «Nuova Antologia», a periódicos de corte femenino como «La Donna» y «Cordelia». También se dedica a escribir para teatro, colaborando con artistas como Nino Martoglio, Giovanni Grasso y Angelo Musco. A medida que su popularidad crecía, surgieron los primeros desencuentros con intelectuales y escritores que menospreciaban el valor de sus obras y asociaban su éxito al prestigio de Capuana.
Mientras tanto, la relación laboral se transformó en una relación abierta: en 1902 los dos escritores se trasladaron a Catania, donde el maestro del realismo había obtenido la cátedra de Lexicografía y Estilística, y el 23 de abril de 1908 se casaron siendo testigo de boda Giovanni Verga.

### Las "querelles" con el mundo literario

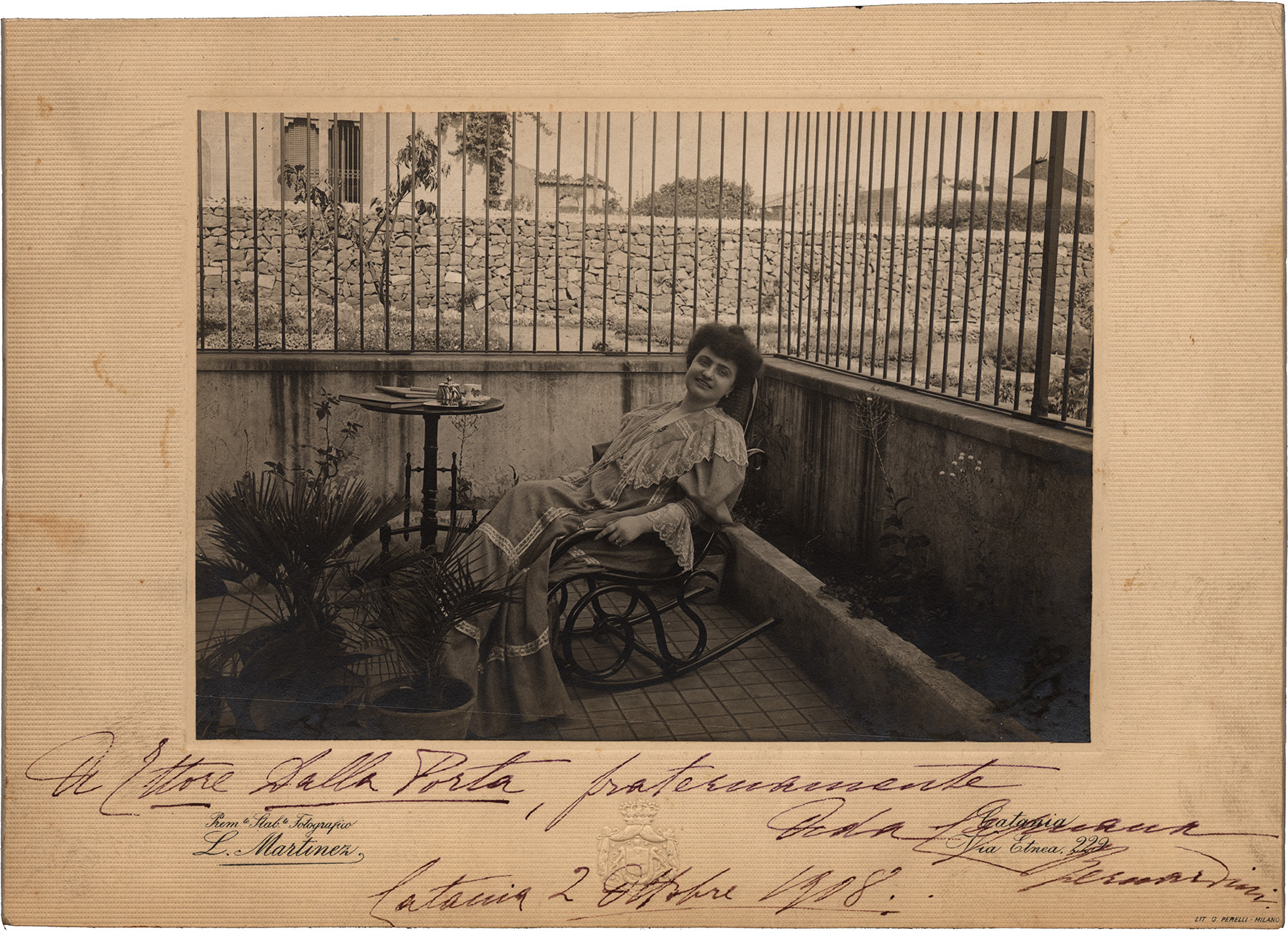
Retrato de Adelaida Capuana Bernardini. Fotografía de Luigi Martínez, Catania, 1908.

A partir de ese momento, Adelaide Bernardini se encontró en el centro de prejuicios y controversias cada vez más amargas. Si Mara Antelling la critica severamente y no la incluye en su catálogo de escritoras italianas, definiéndola como una “femme de lettres apadrinada”,la publicación en la revista «Poesia» del poema lírico en forma de cuento Barca nova había atraído la atención de Filippo Tommaso Marinetti. Lee el manuscrito de la colección Sottovoce y declara su interés en que lo publique la Editorial Poesía, pero exige que el autor encuentre un título más acorde con los tonos viriles del futurismo. Ella se niega y en el prefacio del volumen que se ve obligada a publicar con otro editor expone públicamente la historia.
En 1913 el crítico literario Francesco Biondolillo publicó un texto polémico llamado explícitamente Macellatio Capuanae Bernardinaeque, con la intención de ridiculizar las habilidades críticas de Capuana.

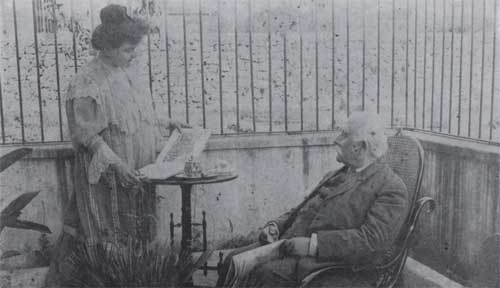
Adelaida Bernardini y Luigi Capuana

Más conocidas son las polémicas con Luigi Pirandello: a partir de 1915, tras la muerte de su amigo escritor, la relación con Adelaide Bernardini se fue tensando cada vez más hasta resultar irreparable en 1922, cuando ella intentó subastar el manuscrito original de I Malavoglia, despertando la indignación del autor siciliano.  Poco después, la escritora envió una carta a «Il Giornale d'Italia» en la que le acusaba de haber plagiado el cuento de Capuana Dal taccuino di Ada en el primer acto de su comedia Vestire gli ignudi. Desde el título, la historia se inspira en los acontecimientos personales del matrimonio Capuana, por lo que el drama de Pirandello también narra los hechos que empujaron a la joven al suicidio y los acontecimientos posteriores. Pirandello, que siempre había desaprobado el informe de su amigo, respondió desde las páginas del diario «L'Epoca»: declaró que se había inspirado en un caso real, un «documento humano». La polémica termina volviéndose en su contra, haciendo pública su vida privada.

## Obras

### Ficción en volumen
- La signora vita e la signora morte, Catania, Niccolò Giannotta Editore, 1891 (novelle); ristampa, Milano, Fratelli Treves, 1920
- Prime novelle, Catania, Niccolò Giannotta Editore, 1899 (novelle)
- Le spine delle rose, Casa Editrice Nazionale Roux e Viarengo, 1905 (novelle)
- La vita urge..., Napoli, Ferdinando Bideri Editore, 1907 (novelle)
- Marionette da salotto, Milano, Vitagliano, 1920 (novelle)
- Mai!, Milano, s.e., 1921 (romanzo)
- Un uomo di ieri, Palermo, Remo Sandron, 1922 (romanzo breve)

### Ficción infantil
- Il tenorino, Firenze, Bemporad, 1894 (novella); ristampa Palermo, Libreria internazionale A. Reber, 1913
- La bambola rubata, Palermo, Salvatore Biondo, 1899 (novella)
- Regalucci a Betty, Palermo, Remo Sandron, 1898 (novella)
- Guerra in tempo di... uva, Palermo, Remo Sandron, 1898 (novella); ristampa Palermo-Roma, Remo Sandron, 1926
- Contessina, Palermo, Remo Sandron, 1899 (novella); ristampa Palermo-Roma, Remo Sandron, 1926
- Pittore in erba, Palermo, Remo Sandron, 1899 (novella); ristampa Düsseldorf, Reink Books, 2018
- La bambola rubata, Palermo, Salvatore Biondo Editore, 1899 (novella)
- Tottòra, Palermo-Roma, Remo Sandron, 1926 (novella)
- E, allora, che babbo sei?, Torino, Paravia, 1931 (novelle e fiabe)
- Adelaide Bernardini e Luigi Capuana, Il figlio di Scurpiddu, Mondadori, 1933 (romanzo breve)

### Cuentos en volúmenes y antologías
- Dopo il no, in La signora vita e la signora morte, 1891, poi in Dopo il no, Milano, Fratelli Treves, 1899
- L'altro dissidio, in La signora vita e la signora morte, 1891, poi in L'altro dissidio, Napoli, Filema, 2000
- Colei che tradiva, in Le spine delle rose, 1905, poi in Tra letti e salotti a cura di Gisella Padovani e Rita Verdirame, Palermo, Sellerio, 2001
- Fatalità, in Giornale dell’Isola Letterario, 15 febbraio 1919, poi in Le Forme e la storia, Rivista di Filologia moderna, anno 2010, n.1, Catanzaro, Rubbettino Editore, 2010.

### Poesía
- Intime, Roma, Tipografia dell'opinione, 1896
- Nuove intime, Catania, Niccolò Giannotta Editore, 1898
- Sottovoce, Lanciano, Carabba, 1898; ristampa Catania, Niccolò Giannotta Editore, 1911
- Flos Animae, Trieste, Ferretti, 1900
- Rime amorose (dal diario di Lydia), Acireale, Renato Editore, 1903
- Barca nova. Lirica in forma di racconto in «Poesia», II, n.1/2 febbraio-marzo 1906
- Amaritudini, Ancona, G. Puccini e figli, 1911

### Teatro
- Fulvia Tei, dramma in un atto in prosa, Catania, Niccolò Giannotta Editore, 1898
- L'integro, dramma in tre atti, Lanciano, Carabba, 1899; ristampa id., 1911
- Rovina, dramma in un atto in prosa, Napoli, Tipografia Melfi & Joele, 1902 (Estratto dalla Rivista Teatrale Italiana Anno II - Vol. IV - Fasc. 2, 1 agosto 1902)
- Oh! Le sfumature (Raccolto all'interno di La vita urge...), 1907.[19]
- Ammatula!, dramma in un atto, tradotto in dialetto Siciliano da Luigi Capuana, Catania, Niccolò Giannotta Editore, 1909, poi id., 1915
- Rivelazioni, un atto, Napoli, Tirrena, 192.!
- Per ferire! (Raccolto in La signora vita e la signora morte), 1920.[19]

### Escritos críticos
- Per Salvatore Giuliano. Commemorazione, Catania, La Siciliana, 1910
- L' amore e il dolore nelle poesie di G. A. Cesareo. Studio critico, Catania, Francesco Battiato, 1913

## Entradas relacionadas
- Luigi Capuana

- Datos: Q55897192
- Multimedia: Adelaide Bernardini / Q55897192

[[Categoría:Nacidos en Narni]]
[[Categoría:Fallecidos en 1944]]
[[Categoría:Nacidos en 1872]]
[[Categoría:Dramaturgos de Italia del siglo XX]]
[[Categoría:Dramaturgos de Italia del siglo XIX]]
[[Categoría:Poetas de Italia del siglo XX]]
[[Categoría:Poetas de Italia del siglo XIX]]
[[Categoría:Escritores de Italia del siglo XX]]
[[Categoría:Escritores de Italia del siglo XIX]]
[[Categoría:Escritoras de Italia]]
[[Categoría:Traductoras de Italia]]